# トンマーゾ1世・ディ・サヴォイア

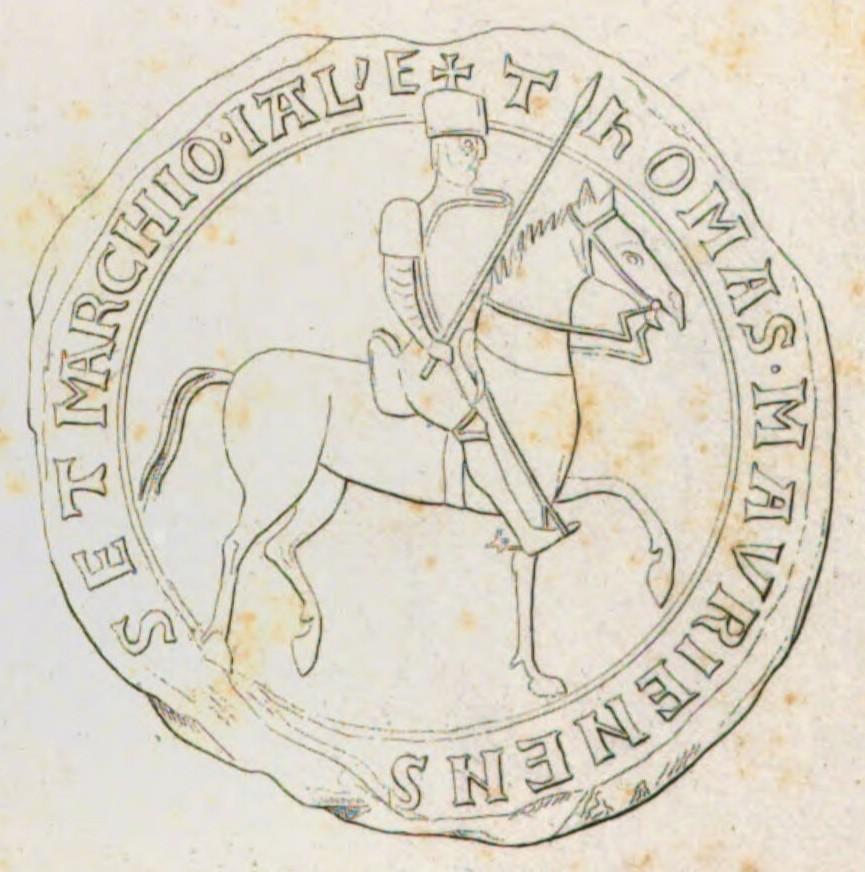
トンマーゾ1世のシール

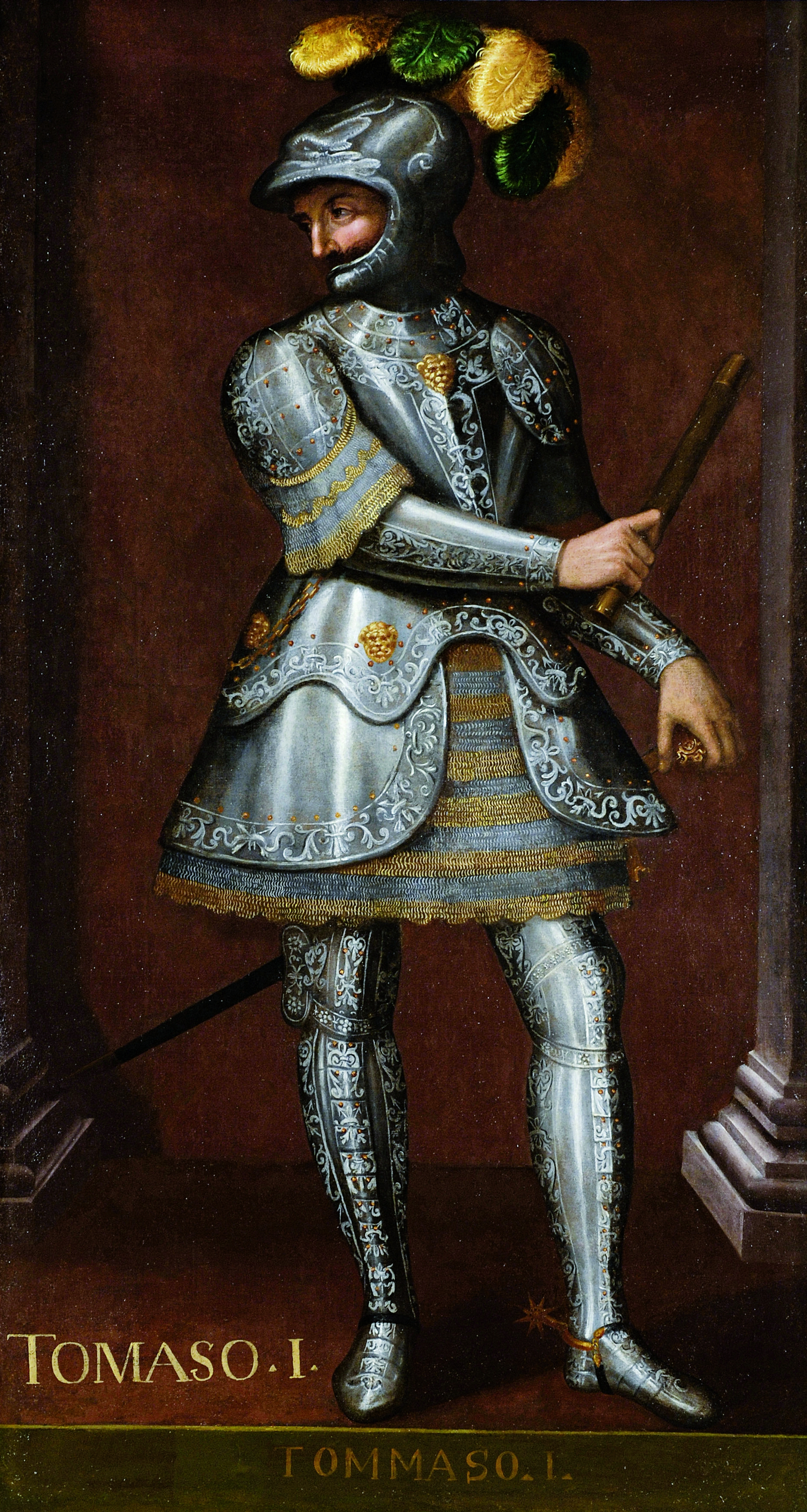
トンマーゾ1世

トンマーゾ1世・ディ・サヴォイア（イタリア語：Tommaso I di Savoia, 1178年ごろ - 1233年3月1日）は、サヴォイア伯（在位：1189年 - 1233年）。トンマーゾの長い治世はサヴォイアの歴史において決定的な期間となった。

## 生涯
トンマーゾはサヴォイア伯ウンベルト3世とベアトリス・ド・ヴィエンヌの息子としてエーグベルで生まれた。1189年、トンマーゾがまだ幼い時に父ウンベルト3世が死去し、トンマーゾが未成年の間、母ベアトリスが1191年まで摂政をつとめた。トンマーゾはまだ若年であったが、新たに領土を獲得するため北西への進出を開始した。同年、トンマーゾはヴァッレ・ダオスタに特許状（"Charte des Franchises"）を与え、行政上及び政治上の自治権を与えた（この権利はフランス革命まで維持された）。後にヴォー、ビュジェおよびカリニャーノを獲得した。トンマーゾはホーエンシュタウフェン家を支持し、ロンバルディアの帝国代理であったことから「Tommaso il Ghibellino」（皇帝派のトンマーゾ）と呼ばれた。
トンマーゾは生涯にわたりサヴォイア伯領の支配と影響力を拡大させるために動いた。トンマーゾの重要な手段の一つが、近隣諸国で影響力のある立場につくよう動いた多くの子供たちであった。その中の一つの方法が、息子の多くを近隣諸国の聖職者とすることであった。その当時、司教は聖界だけでなく俗界においても権威を持っていた。聖界に入った息子グリエルモとボニファーチョに加え、息子トンマーゾもローザンヌの律修司祭および1226年までにヴァランスのプレヴォ（行政官）となった。また、ピエトロもまたローザンヌの律修司祭となり、1231年まで司教代理をつとめた。1219年、トンマーゾは娘ベアトリーチェをプロヴァンス伯レーモン・ベランジェ4世と結婚させた。これにより、サヴォイアとプロヴァンスの2つの伯領の間に緊密な関係が構築され、イタリアとフランスの間の商取引におけるサヴォイアの支配力を強固なものとした。
トンマーゾは自らの支配を広げるため、多くの戦いを行った。1215年、トンマーゾの軍はミラノと同盟を結びモンフェッラート軍と戦い、カザーレの町を破壊した。1222年にはカヴールを占領した。また、トンマーゾは外交的および経済的手段によっても自らの支配を広げるため取り組んだ。サヴォイア伯領は長い間、アルプス山脈の重要な峠道を支配していた。トリノに対する支配を強化するため、トンマーゾは1224年9月15日に結ばれた条約において、サヴォイアを経由するトリノ周辺のフランスとの取引の経路を変更することを対立するアスティとの間で合意した。1226年、皇帝フリードリヒ2世は北イタリアを訪れ、トンマーゾをロンバルディアの帝国代理とした。この立場で、トンマーゾはジェノヴァの反乱およびマルセイユの町とマルセイユ司教の間の対立を調停した。また、トンマーゾは重要な交易路にある町に参政権と特許状を付与する方針を立てた。これにより、商人らはより多くの富を築くことができ、トンマーゾの支配に対する支持を築いた。

## 結婚と子女
1195年、トンマーゾはフランス王フィリップ2世との結婚式のためフランスに向かうマルグリット・ド・ジュネーヴを護衛していた父ジュネーヴ伯ギヨーム1世の一行を待ち伏せた。トンマーゾはマルグリットを連れ去り、結婚した。2人の間に以下の子女が生まれた。
- アメデーオ4世（1197年 - 1253年） - サヴォイア伯。マルグリット・ダルボンおよびセシル・ド・ボーと結婚[11]。
- ウンベルト - 1223年3月から11月の間に死去
- トンマーゾ2世（1199年頃 - 1259年） - ピエモンテ領主（のち伯爵）、サヴォイア＝アカイア家の祖。フランドル女伯ジャンヌおよびベアトリーチェ・フィエスキと結婚[11]。
- アイモーネ（1237年8月30日没） - シャブレー領主
- グリエルモ（1239年没） - ヴァランス司教およびヴィエンヌ首席司祭[12]
- アメデーオ - モーリエンヌ司教
- ピエトロ2世（1203年 - 1268年）[12] - リッチモンド領を与えられ、生涯のほとんどをイングランドで過ごした。1263年にサヴォイア伯となった。
- フィリッポ1世（1207年 - 1285年） - リヨン大司教[12]。のち大司教位を辞し、結婚によりブルゴーニュ伯となり、1268年にサヴォイア伯となった。
- ボニファーチョ（1207年 - 1270年） - カンタベリー大司教[12]
- ベアトリーチェ（1198年頃 - 1266/7年） - 1219年12月にプロヴァンス伯レーモン・ベランジェ4世（1209年 - 1245年）と結婚[11]
- アリーチェ（1209年 - 1277年） - リヨンのサン・ピエール女子修道院長（1250年 - 1277年）
- アガタ - 1277年に姉アリーチェの死後、リヨンのサン・ピエール女子修道院長となった。
- マルゲリータ（1273年没） - 1218年にキーブルク伯ハルトマン4世と結婚[13]
- アヴィータ（1215年 - 1292年）